# Fernando Ortiz (futbolista)
Fernando Ortiz (Corral de Bustos, Argentina; 25 de diciembre de 1977)  es un exfutbolista y entrenador argentino. Actualmente se encuentra sin equipo.

## Trayectoria

### Como jugador
Se formó como futbolista en el Sporting Club de su ciudad natal. Cuando aún era juvenil pasó a los filiales de Boca Juniors, debutando en la Primera Argentina el 5 de mayo de 1998.
Tras un corto paso por el RCD Mallorca de la Primera División de España (1999), continuó su carrera en diversos clubes argentinos: San Lorenzo de Almagro, Unión de Santa Fe, Banfield y Estudiantes.
En diciembre de 2006 fichó por el club mexicano Santos Laguna, siendo campeón en el Torneo Clausura 2008. Tuvo un paso fugaz por el Club América y fue traspasado a préstamo a los Tigres de la UANL. Al finalizar el Torneo Bicentenario 2010, Daniel Guzmán y la directiva deciden no hacer efectiva la compra del jugador debido a que presentó muchas lesiones y bajo rendimiento tanto así que José Rivas terminó por quitarle el puesto en la titularidad y ganándose la confianza de Guzmán.
En agosto de 2010 fue contratado por el club Vélez Sarsfield de Argentina, donde se ganó la titularidad formando una exitosa pareja con Sebastián Domínguez. Tras dos años en el club de Liniers y luego de conquistar el Clausura 2011, firmó con el Racing Club de Avellaneda. Debutó en la primera fecha del Torneo Inicial 2012, anotando un gol contra Atlético de Rafaela. En el verano de 2014 convierte un gol a independiente en la goleada 3-0. Finalmente decide rescindir el contrato con La Academia en donde jugó 77 partidos e hizo 3 goles.
El 5 de agosto de 2014 anuncia su retirada del fútbol al no encontrar club en el mercado de invierno en Argentina. Jugó 477 partidos e hizo 25 goles.

### Como entrenador
Inició su carrera como entrenador en 2016, estando a cargo de la reserva de Estudiantes de La Plata. Su primera experiencia en la máxima categoría llegó al año siguiente, cuando fue oficializado en el Sol de América. Tuvo un breve paso por Sportivo Luqueño en 2018 antes de regresar a Sol de América ese mismo año.
En enero de 2022, Ortiz se mudó a México y fue anunciado como el nuevo entrenador del equipo sub-20 del Club América. El 3 de marzo, Ortiz fue nombrado entrenador interino del primer equipo tras la destitución de Santiago Solari. En mayo del mismo año, fue ratificado en su cargo. Un año después, presentó su renuncia luego de que club quedase eliminado ante Chivas en las semifinales del Clausura 2023.
El 29 de mayo de 2023, fue anunciado como entrenador del Monterrey y firmó un contrato por dos años,Sin embargo, fue cesado por la directiva el 6 de agosto de 2024 después de un mal desempeño en la Leagues Cup.
En noviembre de 2024, asumió al frente del Club Santos Laguna.Renunció del cargo el 5 de mayo del 2025 luego de recibir la negativa por parte de los dirigentes para traer refuerzos al equipo, siendo aceptada su decisión. 

## Clubes

### Como jugador
| Club                    | País      | Año       |
| ----------------------- | --------- | --------- |
| Boca Juniors            | Argentina | 1997-1998 |
| Mallorca B              | España    | 1999      |
| San Lorenzo de Almagro  | Argentina | 1999-2000 |
| Unión de Santa Fe       | Argentina | 2000-2003 |
| Banfield                | Argentina | 2003-2004 |
| Estudiantes de La Plata | Argentina | 2004-2006 |
| Santos Laguna           | México    | 2007-2008 |
| América                 | México    | 2009      |
| Tigres                  | México    | 2009-2010 |
| Vélez Sarsfield         | Argentina | 2010-2012 |
| Racing                  | Argentina | 2012-2014 |

### Como entrenador
| Equipo                    | Div.                | Temporada           | Liga  | Liga | Liga | Liga | Liga |       | Copa | Copa | Copa | Copa  |    | Internacional | Internacional | Internacional | Internacional | Internacional |   | Otros | Otros | Otros | Otros |    | Totales     | Totales | Totales | Totales | Totales | Totales | Totales | Totales |
| Equipo                    | Div.                | Temporada           | Part. | G    | E    | P    | Pos. | Part. | G    | E    | P    | Part. | G  | E             | P             | Pos.          | Part.         | G             | E | P     | Part. | G     | E     | P  | Rendimiento | GF      | GC      | Dif.    |         |         |         |         |
| ------------------------- | ------------------- | ------------------- | ----- | ---- | ---- | ---- | ---- | ----- | ---- | ---- | ---- | ----- | -- | ------------- | ------------- | ------------- | ------------- | ------------- | - | ----- | ----- | ----- | ----- | -- | ----------- | ------- | ------- | ------- | ------- | ------- | ------- | ------- |
| Sol de América Paraguay   | 1.ª                 | 2017-A              | 22    | 8    | 10   | 4    | 5.º  | -     | -    | -    | -    | -     | -  | -             | -             | -             | -             | -             | - | -     | 22    | 8     | 10    | 4  | 51.51%      | 31      | 17      | +14     |         |         |         |         |
| Sol de América Paraguay   | 1.ª                 | 2017-C              | 4     | 0    | 2    | 2    | Inc. | -     | -    | -    | -    | 4     | 2  | 0             | 2             | 2ªF           | -             | -             | - | -     | 8     | 2     | 2     | 4  | 33.33%      | 13      | 15      | -2      |         |         |         |         |
| Sportivo Luqueño Paraguay | 1.ª                 | 2018-A              | 9     | 2    | 1    | 6    | Inc. | -     | -    | -    | -    | -     | -  | -             | -             | -             | -             | -             | - | -     | 9     | 2     | 1     | 6  | 25.92%      | 8       | 16      | -8      |         |         |         |         |
| Sportivo Luqueño Paraguay | Total               | Total               | 9     | 2    | 1    | 6    | -    | -     | -    | -    | -    | -     | -  | -             | -             | -             | -             | -             | - | -     | 9     | 2     | 1     | 6  | 25.92%      | 8       | 16      | -8      |         |         |         |         |
| Sol de América Paraguay   | 1.ª                 | 2018-C              | 8     | 2    | 3    | 3    | Inc. | -     | -    | -    | -    | 2     | 0  | 1             | 1             | 1ªF           | -             | -             | - | -     | 10    | 2     | 4     | 4  | 33.33%      | 9       | 13      | -4      |         |         |         |         |
| Sol de América Paraguay   | Total               | Total               | 34    | 10   | 15   | 9    | -    | -     | -    | -    | -    | 6     | 2  | 1             | 3             | -             | -             | -             | - | -     | 40    | 12    | 16    | 12 | 43.33%      | 53      | 45      | +8      |         |         |         |         |
| América · México          | 1.ª                 | 2022-C              | 13    | 7    | 4    | 2    | 1/2  | -     | -    | -    | -    | -     | -  | -             | -             | -             | -             | -             | - | -     | 13    | 7     | 4     | 2  | 64.11%      | 20      | 10      | +10     |         |         |         |         |
| América · México          | 1.ª                 | 2022-A              | 21    | 14   | 3    | 4    | 1/2  | -     | -    | -    | -    | -     | -  | -             | -             | -             | -             | -             | - | -     | 21    | 14    | 3     | 4  | 71.43%      | 51      | 22      | +29     |         |         |         |         |
| América · México          | 1.ª                 | 2023-C              | 21    | 11   | 7    | 3    | 1/2  | -     | -    | -    | -    | -     | -  | -             | -             | -             | -             | -             | - | -     | 21    | 11    | 7     | 3  | 63.49%      | 42      | 27      | +15     |         |         |         |         |
| América · México          | Total               | Total               | 55    | 32   | 14   | 9    | -    | -     | -    | -    | -    | -     | -  | -             | -             | -             | -             | -             | - | -     | 55    | 32    | 14    | 9  | 66.66%      | 113     | 59      | +54     |         |         |         |         |
| Monterrey · México        | 1.ª                 | 2023-A              | 19    | 10   | 4    | 5    | 1/4  | -     | -    | -    | -    | 7     | 5  | 0             | 2             | 4.º           | -             | -             | - | -     | 26    | 15    | 4     | 7  | 62.82%      | 40      | 26      | +14     |         |         |         |         |
| Monterrey · México        | 1.ª                 | 2024-C              | 21    | 11   | 6    | 4    | 1/2  | -     | -    | -    | -    | 8     | 6  | 0             | 2             | 1/2           | -             | -             | - | -     | 29    | 17    | 6     | 6  | 65.52%      | 54      | 32      | +22     |         |         |         |         |
| Monterrey · México        | 1.ª                 | 2024-A              | 4     | 3    | 0    | 1    | Inc. | -     | -    | -    | -    | 2     | 0  | 1             | 1             | FG            | -             | -             | - | -     | 6     | 3     | 1     | 2  | 55.56%      | 5       | 8       | -3      |         |         |         |         |
| Monterrey · México        | Total               | Total               | 44    | 24   | 10   | 10   | -    | -     | -    | -    | -    | 17    | 11 | 1             | 5             | -             | -             | -             | - | -     | 61    | 35    | 11    | 15 | 63.39%      | 99      | 66      | +33     |         |         |         |         |
| Santos Laguna · México    | 1.ª                 | 2025-C              | 17    | 2    | 1    | 14   | 18.º | -     | -    | -    | -    | -     | -  | -             | -             | -             | -             | -             | - | -     | 17    | 2     | 1     | 14 | 13.72%      | 15      | 36      | -21     |         |         |         |         |
| Santos Laguna · México    | Total               | Total               | 17    | 2    | 1    | 14   | -    | -     | -    | -    | -    | -     | -  | -             | -             | -             | -             | -             | - | -     | 17    | 2     | 1     | 14 | 13.72%      | 15      | 36      | -21     |         |         |         |         |
| Total en su carrera       | Total en su carrera | Total en su carrera | 159   | 70   | 41   | 48   | -    | -     | -    | -    | -    | 23    | 13 | 2             | 8             | -             | -             | -             | - | -     | 182   | 83    | 43    | 56 | 53.48%      | 288     | 222     | +66     |         |         |         |         |
| 1. 2.                     |                     |                     |       |      |      |      |      |       |      |      |      |       |    |               |               |               |               |               |   |       |       |       |       |    |             |         |         |         |         |         |         |         |

#### Resumen por competiciones
| Competición                      | Partidos | Ganados | Empatados | Perdidos | %      |
| -------------------------------- | -------- | ------- | --------- | -------- | ------ |
| Primera División de Paraguay     | 43       | 12      | 16        | 15       | 40.31% |
| Liga MX                          | 116      | 58      | 25        | 33       | 57.18% |
| Copa Sudamericana                | 6        | 2       | 1         | 3        | 38.89% |
| Liga de Campeones de la Concacaf | 8        | 6       | 0         | 2        | 75%    |
| Leagues Cup                      | 9        | 5       | 1         | 3        | 59.26% |
| TOTAL                            | 182      | 83      | 43        | 56       | 53.48% |

## Palmarés

### Como jugador
| Título           | Club                    | País      | Año  |
| ---------------- | ----------------------- | --------- | ---- |
| Primera División | Boca Juniors            | Argentina | 1998 |
| Primera División | Estudiantes de La Plata | Argentina | 2006 |
| Primera División | Santos Laguna           | México    | 2008 |
| Primera División | Vélez Sarsfield         | Argentina | 2011 |